# SPAD A-Typen
Die SPAD A 1 bis SPAD A 5 – auch bekannt als SPAD SA-1 – SA-5 bzw. S.A. 1 – S.A. 5 oder SPAD S-a1 – S-a5 – waren Doppeldecker-Flugzeuge des französischen Herstellers Société de Production des Aéroplanes Deperdussin, und zwar die erste Entwicklung dieser Firma nach der Übernahme durch den Flugzeugpionier Louis Blériot im Jahre 1914.

## Grundsätzliches
Es handelte sich bei diesen Maschinen um ungewöhnliche Konstruktionen. Zur damaligen Zeit gab es noch keine synchronisierten Maschinengewehre, die durch den Propellerkreis feuern konnten, ohne denselben zu beschädigen. Viele andere Flugzeugproduzenten lösten dieses Problem durch Druckpropeller, die das Flugzeug also schoben und daher im Heck der Maschine angebracht waren. Der schweizerische Hersteller Dufaux und die britische Royal Aircraft Factory mit der R.A.F. F.E.10 sowie bei der SPAD A.1 beschritten die Entwickler einen anderen Weg: Sie integrierten die Luftschraube in den Flugzeugrumpf. Bei der SPAD A.1 wurde der Propeller fast unmittelbar vor dem Piloten angebracht, vor der Schraube war ein Bugschützen- bzw. Beobachterstand angebracht, der Schütze/Beobachter hatte also den Propeller, der von einem Gnôme et Rhône-Umlaufmotor angetrieben wurde, im Rücken hinter sich, nur von einem Metallgitter getrennt. Diese Anordnung ließ sich SPAD patentieren.
Flugversuche zeigten jedoch, dass die Besatzungen mit dieser Propelleranordnung nicht zufrieden waren, da beide Besatzungsmitglieder relativ nah an der Luftschraube saßen und die Gefahr schwerer Verletzungen entsprechend hoch war. Eine Verständigung zwischen den beiden war ebenfalls nicht möglich, Überschläge bei der Landung waren für den Beobachter in der Regel tödlich. Außerdem ging nach Beschädigungen im Kampf mitunter die komplette Beobachtergondel verloren.

## Aufbau
Rumpf und Tragflächen waren stoffbespannte Holzkonstruktionen. Der als Gondel ausgeführte Bugschützen- bzw. Beobachterstand war zur Wartung des Triebwerkes und zum Anwerfen des Motors über den Propeller seitlich klappbar.
Obere und untere Tragflächen waren gleich lang und ohne Staffelung ausgeführt, in den oberen Tragflügeln befanden sich Querruder. Zur Stabilisierung der Tragflächen wurden vertikale Mittelstreben eingefügt, die ein Flattern der Tragflächen vermeiden sollten; diese ebenfalls patentierte Konstruktion wurde typisches Erkennungszeichen auch der späteren SPAD-Konstruktionen. In der Beobachterkanzel wurde ein bewegliches Lewis-MG auf einer Stahlrohrhalterung angebracht. Um den Beobachter vor dem rotierenden Propeller zu schützen, wurde ein Maschendrahtschutz hinter dem Beobachtersitz angebracht.
Alle Ausführungen besaßen ein zweirädriges Fahrwerk auf einer durchgehenden Achse sowie einen Hecksporn.

## SPAD A 1
Die A 1 wurde das erste durch Louis Béchereau, den Chefingenieur von SPAD, entwickelte Kampfflugzeug. Zur A 1 liegen unterschiedliche Quellenangaben vor. Gemäß der 1. Variante wurde dieser Typ nicht in Serie gebaut, lediglich ein Prototyp soll das SPAD-Werk verlassen haben. Der erfolgreiche Erstflug fand am 21. Mai 1915 statt, danach wurden 11 Maschinen von den französischen Luftstreitkräften bestellt.

## SPAD A 2

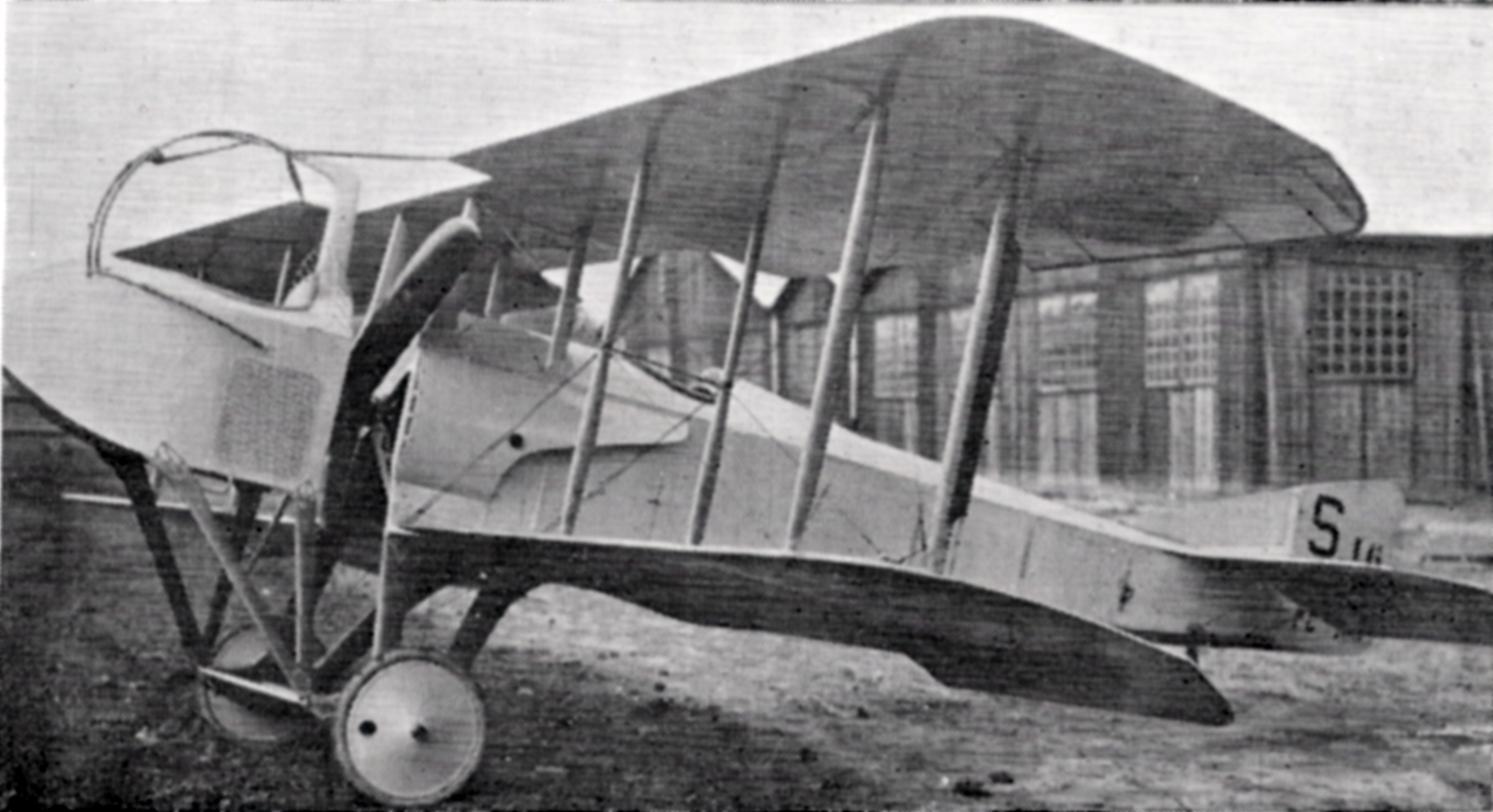
SPAD A 2

Die A 2 nahm als verbesserte Version der A 1 am 21. Mai 1915 die Flugerprobung auf, nur wenige Monate später gingen die ersten Maschinen an die Frontstaffeln. Die Flugeigenschaften blieben jedoch unbefriedigend.
Zu diesem Nachfolgemodell der SPAD A 1 existieren unterschiedliche Quellenangaben. Die meisten Quellen nennen 99 gebaute Exemplare, wovon in Frankreich 42 Maschinen verblieben sein sollen, die restlichen 57 sollen die russischen Luftstreitkräfte erhalten haben; diese wurden im Winter zum Teil mit Skikufen ausgerüstet. Eine andere Quelle nennt 40 gebaute Maschinen, davon sollen 30 Stück in Frankreich verblieben sein.
Haupteinsatzzweck dieser Maschine, die mit einem 82 PS starken Le-Rhône-Umlaufmotor, Typ 9J ausgestattet war, war Aufklärer sowie Bodenunterstützungsflugzeug. Während die französischen Maschinen rasch aus dem Einsatz gezogen wurden, verwendete sie die russische Fliegertruppe, obwohl sie auch bei russischen Fliegern unbeliebt war, weiterhin aufgrund ihres chronischen Mangels an Einsatzflugzeugen. Am 25. November 1916 schossen der russische Pilot Karpow und sein Beobachter Bratoljubowim ein deutsches Flugzeug bei Wulka ab.
Einzelne Maschinen waren sogar noch während des russischen Bürgerkriegs im Einsatz. Vier A-2 aus österreichischen Beutebeständen übernahm die junge polnische Luftwaffe.

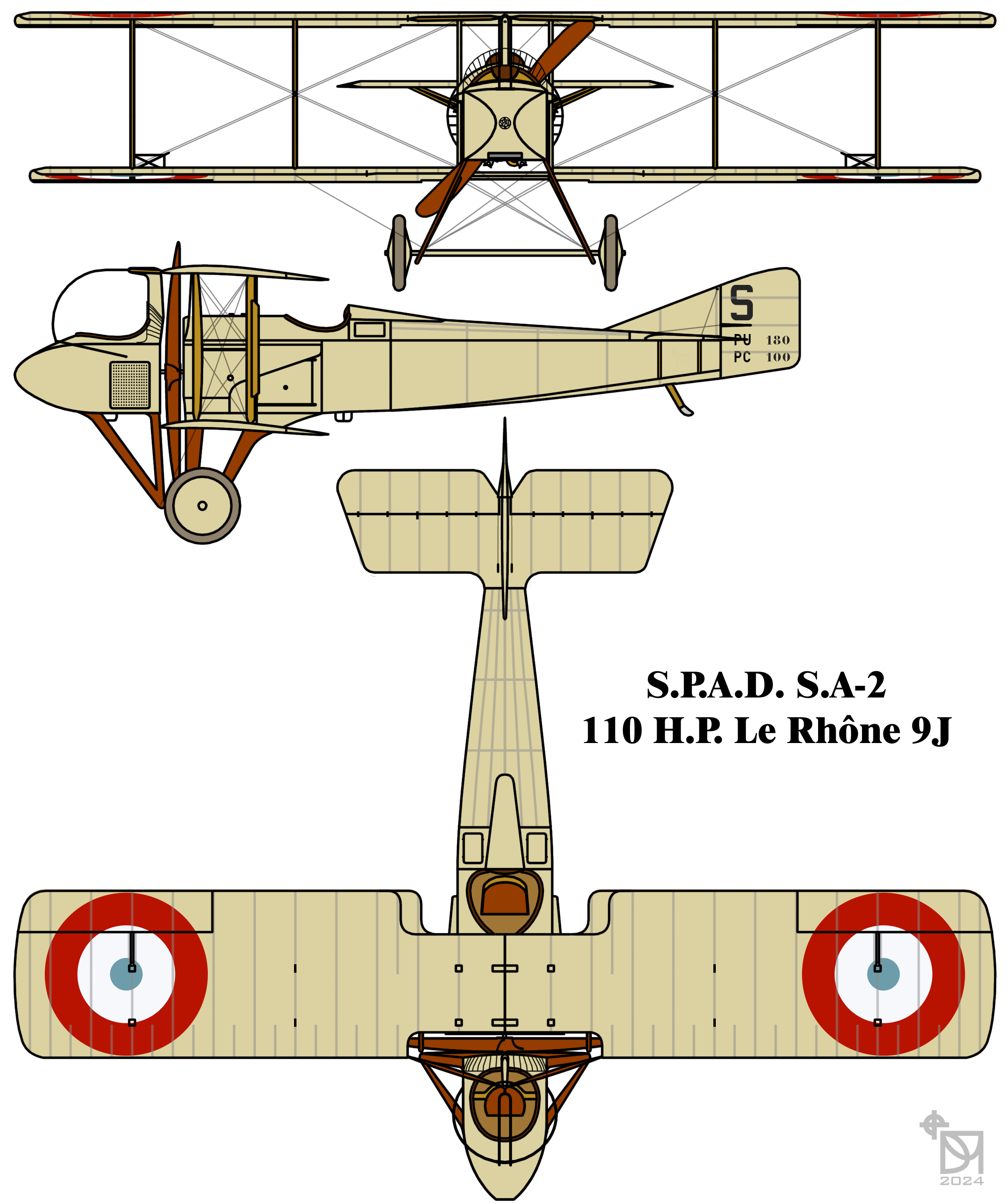
Dreiseitenriss der S.A. 2

## SPAD A 3
Ein weiterer Prototyp war die SPAD A 3, eine Schulversion der A 2. In dieser Maschine sollte der Flugschüler den Platz des Bugschützen einnehmen; das Flugzeug verfügte über eine Doppelsteuerung.

## SPAD A 4
Da sich der bislang verwendete 80-PS-Motor als zu schwach erwies, sollte bei der aus der A 3 entwickelten Serienausführung mit der Bezeichnung SPAD A 4 ein stärkerer Motor die Leistungen verbessern. Der erste Prototyp flog am 22. Februar 1916. Von dieser Version, deren Erstflug am 22. Februar 1916 stattfand, sollen 11–12 Maschinen (andere Quellen: 10 bzw. 56 Maschinen) nach Russland geliefert worden sein, von denen nach dem Ersten Weltkrieg noch sechs vorhanden waren.

## SPAD A 5
Als letzte Version – wahrscheinlich nur ein Prototyp – entstand die SPAD A 5, ausgestattet mit einem Renault 8-Motor.

## Technische Daten
| Kenngröße             | Daten SPAD A 1                                            | Daten SPAD A 2                                            | Daten SPAD A 4                                              |
| --------------------- | --------------------------------------------------------- | --------------------------------------------------------- | ----------------------------------------------------------- |
| Besatzung             | 2                                                         | 2                                                         | 2                                                           |
| Länge                 | 7,30 m                                                    | 7,30 m                                                    | 7,85 m                                                      |
| Spannweite            | 9,10 m                                                    | 9,55 m                                                    | 9,55 m                                                      |
| Höhe                  | 2,60 m                                                    | 2,65 m                                                    | 2,50 m                                                      |
| Flügelfläche          | 25,35 m²                                                  | 24,56 m²                                                  | 25,30 m²                                                    |
| Leermasse             | 435 kg                                                    | 435 kg                                                    | 565 kg                                                      |
| Startmasse            | 710 kg                                                    | max. 735 kg                                               | 960 kg                                                      |
| Flächenbelastung      |                                                           |                                                           | 38,00 kp/m²                                                 |
| Leistungsbelastung    |                                                           |                                                           | 7,90 kg/PS                                                  |
| Antrieb               | ein Le-Rhône 9C-Sternmotor mit 80 PS (59 kW)              | ein Le-Rhone 9J-Sternmotor mit 80 PS (59 kW)              | ein luftgekühlter Le-Rhone 9C-Sternmotor mit 110 PS (81 kW) |
| Höchstgeschwindigkeit | 135 km/h auf Meereshöhe                                   | 154 km/h auf Meereshöhe                                   | 135 km/h in Bodennähe                                       |
| Steigzeit             |                                                           | auf 2000 m: 12:30 min                                     | auf 1000 m: 6 min auf 2000 m: 12:18 min auf 3000 m: 34 min  |
| praktische Gipfelhöhe |                                                           | 4.300 m                                                   | 3.500 m                                                     |
| Reichweite            |                                                           | 300 km                                                    | 250 km                                                      |
| Flugdauer             |                                                           |                                                           | 2 h                                                         |
| Bewaffnung            | ein bewegliches Lewis-MG, Kal. 7,7 mm im Bugschützenstand | ein bewegliches Lewis-MG, Kal. 7,7 mm im Bugschützenstand | ein bewegliches MG 7,62 mm (Etienne) im Bugschützenstand    |
| Bombenlast            | –                                                         | 23 kg Bomben (2 × 11,5 kg)                                | 23 kg Bomben (2 × 11,5 kg)                                  |